# Villy-le-Moutier
Villy-le-Moutier là một xã ở tỉnh Côte-d'Or trong vùng Bourgogne-Franche-Comté, phía đông nước Pháp. Khu vực này có độ cao trung bình mét trên mực nước biển.

## Dân số
| 1962                                         | 1968 | 1975 | 1982 | 1990 | 1999 | 2008 |
| -------------------------------------------- | ---- | ---- | ---- | ---- | ---- | ---- |
| 191                                          | 195  | 175  | 165  | 191  | 216  | 307  |
| Số liệu từ năm 1962: Dân số không tính trùng |      |      |      |      |      |      |